# Ольвегыргываам
Ольвегыргываа́м — река на Дальнем Востоке России. Протекает по территории Чаунского района Чукотского автономного округа.
Длина реки 125 км, площадь бассейна — 1490 км².
Название в переводе с чук. Ылвэгыргываам — «река, текущая с водораздела».
Берёт истоки на северной стороне перевала Геологический Раучуанского хребта, в верховьях протекает в северо-восточном направлении, в среднем течении принимает крупный приток Линлинейвеем и поворачивает на север до впадения в Лелювеем слева близ его впадения в Чаунскую губу. На всём протяжении протекает по заболоченной Чаунской низменности. Берега в среднем течении часто обрывисты, встречаются каменные осыпи. Скорость течения составляет в среднем 1 м/с. Река вскрывается в первой декаде июня, замерзает в середине октября.
Через Ольвегыргываам проходит ледовая переправа автозимника Певек — Билибино.

## Притоки
Объекты перечислены по порядку от устья к истоку.
- 17 км: Тальниковый
- 36 км: Ионайвеем
- 48 км: протока без названия
- 49 км: Линлинейвеем
- 60 км: Березовый
- 73 км: Продольный
- 78 км: Жёлтый
- 85 км: река без названия
- 90 км: Перевальная
- 92 км: река без названия
- 100 км: Пельвунтыкуйнен
- 107 км: ручей Волчий